# Kardynałowie z nominacji Piusa IX
Papież Pius IX (1846–1878) mianował 123 kardynałów na 23 konsystorzach:

## Konsystorz z 21 grudnia 1846

### Nominacje jawne
1. Gaetano Baluffi, arcybiskup Imoli – kardynał prezbiter Ss. Marcellino e Pietro (tytuł nadany 14 czerwca 1847), zm. 11 listopada 1866
2. Pietro Marini, wicekamerling i gubernator Rzymu – kardynał diakon S. Nicola in Carcere (tytuł nadany 12 kwietnia 1847), zm. 19 sierpnia 1863

### Nominacjain pectore, opublikowana 11 czerwca 1847
1. Giuseppe Bofondi, dziekan Roty Rzymskiej (in pectore, publikacja 11 czerwca 1847) – kardynał diakon S. Cesareo in Palatio (tytuł nadany 14 czerwca 1847), zm. 2 grudnia 1867

### Nominacjain pectore, opublikowana 30 września 1850
1. Raffaele Fornari, tytularny arcybiskup Nicei, nuncjusz we Francji (in pectore, publikacja 30 września 1850) – kardynał prezbiter S. Maria sopra Minerva (tytuł nadany 10 kwietnia 1851), zm. 15 czerwca 1854

## Konsystorz z 11 czerwca 1847
1. Pierre Giraud, arcybiskup Cambrai – kardynał prezbiter S. Maria della Pace (tytuł nadany 4 października 1847), zm. 17 kwietnia 1850
2. Jacques-Marie-Antoine-Célestin Dupont, arcybiskup Bourges – kardynał prezbiter S. Maria del Popolo (tytuł nadany 4 października 1847), zm. 26 maja 1859
3. Giacomo Antonelli, skarbnik generalny Kamery Apostolskiej – kardynał diakon S. Agata alla Suburra (tytuł nadany 14 czerwca 1847), następnie kardynał diakon S. Maria in Via Lata (13 marca 1868), zm. 6 listopada 1876

## Konsystorz z 20 stycznia 1848
1. Carlo Vizzardelli, sekretarz Kongregacji Nadzwyczajnych Spraw Kościoła – kardynał prezbiter S. Pancrazio (tytuł nadany 20 stycznia 1848), zm. 24 maja 1851

## Konsystorz z 30 września 1850
1. Paul-Thérèse-David d’Astros, arcybiskup Tuluzy – kardynał prezbiter bez tytułu, zm. 29 września 1851
2. Juan José Bonel y Orbe, arcybiskup Toledo – kardynał prezbiter S. Maria della PAce (tytuł nadany 30 listopada 1854), zm. 11 lutego 1857
3. Giuseppe Cosenza, arcybiskup Kapui – kardynał prezbiter S. Maria in Traspontina (tytuł nadany 3 października 1850), zm. 30 marca 1863
4. Jacques-Marie-Adrien-Césaire Mathieu, arcybiskup Besançon – kardynał prezbiter S. Silvestro in Capite (tytuł nadany 18 marca 1852), zm. 9 lipca 1875
5. Judas José Romo y Gamboa, arcybiskup Sewilli – kardynał prezbiter bez tytułu, zm. 11 stycznia 1855
6. Thomas-Marie-Joseph Gousset, arcybiskup Reims – kardynał prezbiter S. Callisto (tytuł nadany 10 kwietnia 1851), zm. 22 grudnia 1866
7. Maximilian Josef von Sommerau-Beeckh, arcybiskup Ołomuńca – kardynał prezbiter bez tytułu, zm. 31 marca 1853
8. Johannes von Geissel, arcybiskup Kolonii – kardynał prezbiter S. Lorenzo in Panisperna (tytuł nadany 19 marca 1857), zm. 8 września 1864
9. Pedro Paulo de Figuereido da Cunha e Melo, arcybiskup Bragi – kardynał prezbiter bez tytułu, zm. 31 grudnia 1855
10. Nicholas Wiseman, arcybiskup Westminster – kardynał prezbiter S. Pudenziana (tytuł nadany 3 października 1850), zm. 15 lutego 1865
11. Giuseppe Pecci, biskup Gubbio – kardynał prezbiter S. Balbina (tytuł nadany 3 października 1850), zm. 21 stycznia 1855
12. Melchior von Diepenbrock, biskup Wrocławia – kardynał prezbiter bez tytułu, zm. 20 stycznia 1853
13. Roberto Giovanni Roberti, audytor generalny Kamery Apostolskiej – kardynał diakon S. Maria in Domnica (tytuł nadany 3 października 1850), następnie kardynał diakon S. Maria ad Martyres (16 marca 1863), zm. 7 listopada 1867

## Konsystorz z 15 marca 1852

### Nominacje jawne
1. Domenico Lucciardi, arcybiskup Senigaglii – kardynał prezbiter S. Clemente (tytuł nadany 18 marca 1852), zm. 13 marca 1864
2. François Auguste Ferdinand Donnet, arcybiskup Bordeaux – kardynał prezbiter S. Maria in Via (tytuł nadany 27 czerwca 1853), zm. 23 grudnia 1882
3. Girolamo d’Andrea, tytularny arcybiskup Melitene, sekretarz Kongregacji Soboru Trydenckiego – kardynał prezbiter S. Agnese fuori le mura (tytuł nadany 18 marca 1852), następnie kardynał biskup Sabiny (28 września 1860), zm. 14 maja 1868
4. Carlo Luigi Morichini, tytularny arcybiskup Nisibis, skarbnik generalny Kamery Apostolskiej – kardynał prezbiter S. Onofrio (tytuł nadany 18 marca 1852), następnie kardynał biskup Albano (12 marca 1877), zm. 26 kwietnia 1879

### Nominacjein pectore, opublikowane 7 marca 1853
1. Michele Viale-Prelà, tytularny arcybiskup Kartaginy, nuncjusz w Austrii – kardynał prezbiter Ss. Andrea e Gregorio al Monte Celio (tytuł nadany 18 września 1856), zm. 15 maja 1860
2. Giovanni Brunelli, tytularny arcybiskup Tessaloniki, nuncjusz w Hiszpanii – kardynał prezbiter S. Cecilia (tytuł nadany 22 grudnia 1853), zm. 21 lutego 1861

## Konsystorz z 7 marca 1853
1. János Scitovszky, arcybiskup Ostrzyhomia – kardynał prezbiter S. Croce in Gerusalemme (tytuł nadany 16 listopada 1854), zm. 19 października 1866
2. François-Nicholas-Madeleine Morlot, arcybiskup Tours – kardynał prezbiter Ss. Nereo ed Achilleo (tytuł nadany 27 czerwca 1853), zm. 29 grudnia 1862
3. Giusto Recanati OFMCap, tytularny biskup Trypolisu – kardynał prezbiter Ss. XII Apostoli (tytuł nadany 10 marca 1853), zm. 17 listopada 1861
4. Domenico Savelli, wicekamerling – kardynał diakon S. Maria in Aquiro (tytuł nadany 10 marca 1853), zm. 30 sierpnia 1864
5. Prospero Caterini, protnotariusz apostolski, asesor Świętego Oficjum – kardynał diakon S. Maria della Scala (tytuł nadany 10 marca 1853), następnie kardynał diakon S. Maria in Via Lata (18 grudnia 1876), zm. 28 października 1881
6. Vincenzo Santucci, sekretarz Kongregacji Nadzwyczajnych Spraw Kościoła – kardynał diakon Ss. Vito e Modesto (tytuł nadany 10 marca 1853), następnie kardynał diakon S. Maria ad Martyres (23 czerwca 1854), zm. 19 sierpnia 1861

## Konsystorz z 19 grudnia 1853

### Nominacja jawna
1. Gioacchino Pecci, arcybiskup Perugii – kardynał prezbiter S. Crisogono (tytuł nadany 22 grudnia 1853), od 20 lutego 1878 papież Leon XIII, zm. 20 lipca 1903

### Nominacjain pectore, opublikowana 16 czerwca 1856
1. Camillo di Pietro, tytularny arcybiskup Bejrutu, nuncjusz w Portugalii – kardynał prezbiter S. Giovanni a Porta Latina (tytuł nadany 15 kwietnia 1859), następnie kardynał biskup Albano (20 września 1867), kardynał biskup Porto e S. Rufina (12 marca 1877), kardynał biskup Ostia e Velletri (15 lipca 1878), zm. 6 marca 1884

## Konsystorz z 17 grudnia 1855
1. Joseph Othmar von Rauscher, arcybiskup Wiednia – kardynał prezbiter S. Maria della Vittoria (tytuł nadany 23 grudnia 1858), zm. 24 listopada 1875
2. Karl August Graf von Reisach, arcybiskup Monachium-Fryzyngi – kardynał prezbiter S. Anastasia (tytuł nadany 20 grudnia 1855), następnie kardynał prezbiter S. Cecilia (27 września 1861), kardynał biskup Sabiny (22 czerwca 1868), zm. 22 grudnia 1869
3. Clément Villecourt, biskup La Rochelle – kardynał prezbiter S. Pancrazio (tytuł nadany 20 grudnia 1855), zm. 17 stycznia 1867
4. Francesco Gaude OP, prokurator generalny zakonu dominikanów – kardynał prezbiter S. Maria in Aracoeli (tytuł nadany 20 grudnia 1855), następnie kardynał prezbiter S. Maria sopra Minerva (21 grudnia 1857), zm. 14 grudnia 1860

## Konsystorz z 16 czerwca 1856
1. Mihail Lewicki, greckokatolicki arcybiskup Lwowa – kardynał prezbiter bez tytułu, zm. 14 stycznia 1858
2. Juraj Haulík Váralyai, arcybiskup Zagrzebia – kardynał prezbiter Ss. Quirico e Giulitta (tytuł nadany 19 marca 1857), zm. 11 maja 1869
3. Alessandro Barnabò, sekretarz Kongregacji Propaganda Fide – kardynał prezbiter S. Susanna (tytuł nadany 19 czerwca 1856), zm. 24 lutego 1874
4. Gaspare Grasselini CO, prolegat w Bolonii – kardynał diakon Ss. Vito e Modesto (tytuł nadany 19 czerwca 1856), następnie kardynał diakon S. Maria ad Martyres (20 grudnia 1867), zm. 16 września 1875
5. Francesco de’ Medici di Ottaiano, prefekt Świętego Pałacu – kardynał diakon S. Giorgio in Velabro (tytuł nadany 19 czerwca 1856), zm. 11 października 1857

## Konsystorz z 15 marca 1858
1. Cirilo de Alameda y Brea OFM, arcybiskup Toledo – kardynał prezbiter bez tytułu, zm. 30 czerwca 1872
2. Antonio Benedetto Antonucci, biskup Ankony – kardynał prezbiter Ss. Silvestro e Martino (tytuł nadany 18 marca 1858), zm. 29 stycznia 1879
3. Manuel Joaquín Tarancón y Morón, arcybiskup Sewilli – kardynał prezbiter bez tytułu, zm. 25 sierpnia 1862
4. Enrico Orfei, biskup Ceseny – kardynał prezbiter S. Balbina (tytuł nadany 18 marca 1858), zm. 22 grudnia 1871
5. Giuseppe Milesi Pironi Ferretti, minister handlu, sztuk pięknych i prac publicznych – kardynał prezbiter S. Maria in Aracoeli (tytuł nadany 18 marca 1858), następnie kardynał biskup Sabiny (21 marca 1870), zm. 2 sierpnia 1873
6. Pietro de Silvestri, dziekan Roty Rzymskiej – kardynał diakon Ss. Cosma e Damiano (tytuł nadany 18 marca 1858), następnie kardynał prezbiter S. Marco (27 września 1861), zm. 19 listopada 1875
7. Teodolfo Mertel, minister spraw wewnętrznych oraz sprawiedliwości i łaski – kardynał diakon S. Eustachio (tytuł nadany 18 marca 1858), następnie kardynał diakon S. Maria in Via Lata (18 listopada 1881), kardynał diakon S. Lorenzo in Damaso (24 marca 1884), zm. 11 lipca 1899

## Konsystorz z 25 czerwca 1858
1. Manuel Bento Rodrigues da Silva CanReg, patriarcha Lizbony – kardynał prezbiter bez tytułu, zm. 26 września 1869

## Konsystorz z 27 września 1861
1. Alexis Billiet, arcybiskup Chambéry – kardynał prezbiter Ss. Bonifacio ed Alessio (tytuł nadany 25 września 1862), zm. 30 kwietnia 1873
2. Carlo Sacconi, tytularny arcybiskup Nicei, nuncjusz we Francji – kardynał prezbiter S. Maria del Popolo (tytuł nadany 30 września 1861), następnie kardynał biskup Palestriny (8 października 1870), kardynał biskup Porto e S. Rufina (15 lipca 1878), kardynał biskup Ostia e Velletri (24 marca 1884), zm. 25 lutego 1889
3. Miguel García Cuesta, arcybiskup Santiago de Compostela – kardynał prezbiter S. Prisca (tytuł nadany 21 maja 1862), zm. 14 kwietnia 1873
4. Gaetano Bedini, arcybiskup Viterbo e Toscanella – kardynał prezbiter S. Maria sopra Minerva (tytuł nadany 30 września 1861), zm. 6 września 1864
5. Fernando de la Puente y Primo de Rivera, arcybiskup Burgos – kardynał prezbiter S. Maria della Pace (tytuł nadany 21 maja 1862), zm. 12 marca 1867
6. Angelo Quaglia, sekretarz Kongregacji Soboru Trydenckiego – kardynał prezbiter Ss. Andrea e Gregorio al Monte Celio (tytuł nadany 30 września 1861), zm. 27 sierpnia 1871
7. Antonio Maria Panebianco OFMConv, konsultor Świętego Oficjum i Kongregacji Nadzwyczajnych Spraw Kościoła – kardynał prezbiter S. Girolamo degli Schiavoni (tytuł nadany 30 września 1861), następnie kardynał prezbiter Ss. XII Apostoli (23 grudnia 1861), zm. 21 listopada 1885

## Konsystorz z 16 marca 1863
1. Giuseppe Luigi Trevisanato, patriarcha Wenecji – kardynał prezbiter Ss. Nereo ed Achilleo (tytuł nadany 22 września 1864), zm. 28 kwietnia 1877
2. Antonio Saverio De Luca, tytularny arcybiskup Tarsu, nuncjusz w Austrii – kardynał prezbiter Ss. IV Coronati (tytuł nadany 1 października 1863), następnie kardynał biskup Palestriny (15 lipca 1878), zm. 28 grudnia 1883
3. Giuseppe Andrea Bizzarri, tytularny arcybiskup Filippo, sekretarz Kongregacji ds. Biskupów i Zakonników – kardynał prezbiter S. Girolamo degli Schiavoni (tytuł nadany 19 marca 1863), następnie kardynał prezbiter S. Balbina (5 lipca 1875), zm. 26 sierpnia 1877
4. Luis de la Lastra y Cuesta, arcybiskup Sewilli – kardynał prezbiter S. Pietro in Vincoli (tytuł nadany 12 lipca 1867), zm. 5 maja 1876
5. Jean Baptiste François Pitra OSB – kardynał prezbiter S. Tommaso in Parione (tytuł nadany 19 marca 1863), następnie kardynał prezbiter S. Callisto (22 lutego 1867), kardynał biskup Frascati (12 maja 1879), kardynał biskup Porto e S. Rufina (24 marca 1884), zm. 9 lutego 1889
6. Filippo Maria Guidi OP, arcybiskup Bolonii – kardynał prezbiter S. Sisto (tytuł nadany 19 marca 1863), następnie kardynał biskup Frascati (29 lipca 1872), zm. 27 lutego 1879
7. Francesco Pentini, dziekan Kamery Apostolskiej – kardynał diakon S. Maria in Portico (tytuł nadany 19 marca 1863), zm. 17 grudnia 1869

## Konsystorz z 11 grudnia 1863
1. Henri-Marie-Gaston Boisnormand de Bonnechose, arcybiskup Rouen – kardynał prezbiter S. Clemente (tytuł nadany 22 września 1864), zm. 28 października 1883

## Konsystorz z 22 czerwca 1866
Kościoły tytularne zostały nadane nominatom 25 czerwca 1866
1. Paul Cullen, arcybiskup Dublina – kardynał prezbiter S. Pietro in Montorio, zm. 24 października 1878
2. Gustav Adolf von Hohenlohe-Schillingsfürst, tytularny arcybiskup Edessy, jałmużnik Jego Świątobliwości – kardynał prezbiter S. Maria in Traspontina, następnie kardynał biskup Albano (12 maja 1879), następnie kardynał prezbiter bez tytułu (grudzień 1883), kardynał prezbiter S. Callisto (10 listopada 184), kardynał prezbiter S. Lorenzo in Lucina (2 grudnia 1895), zm. 30 października 1896
3. Luigi Maria Bilio CRSP, konsultor Świętego Oficjum i Kongregacji Indeksu – kardynał prezbiter S. Lorenzo in Panisperna, następnie kardynał biskup Sabiny (22 grudnia 1873), zm. 30 stycznia 1884
4. Antonio Matteucci, wicekamerling – kardynał diakon S. Giorgio in Velabro, zm. 9 lipca 1866
5. Domenico Consolini, wiceprezydent Rady Państwa – kardynał diakon S. Maria in Domnica, zm. 20 grudnia 1884

## Konsystorz z 13 marca 1868
1. Lucien-Louis-Joseph-Napoléon Bonaparte, protonotariusz apostolski, kapelan cesarza Francji Napoleona III – kardynał prezbiter S. Pudenziana (tytuł nadany 16 marca 1868), następnie kardynał prezbiter S. Lorenzo in Lucina (19 września 1879), zm. 19 listopada 1895
2. Innocenzo Ferrieri, tytularny arcybiskup Side, nuncjusz w Portugalii – kardynał prezbiter S. Cecilia (tytuł nadany 24 września 1868), zm. 13 stycznia 1887
3. Matteo Eustachio Gonella, arcybiskup Viterbo e Toscanella – kardynał prezbiter S. Maria sopra Minerva (tytuł nadany 16 marca 1868), zm. 15 kwietnia 1870
4. Lorenzo Barili, tytularny arcybiskup Tiana, nuncjusz w Hiszpanii – kardynał prezbiter S. Agnese fuori le mura (tytuł nadany 24 września 1868), zm. 8 marca 1875
5. Giuseppe Berardi, tytularny arcybiskup Nicei, substytut sekretarza stanu – kardynał prezbiter Ss. Marcellino e Pietro (tytuł nadany 16 marca 1868), zm. 6 kwietnia 1878
6. Juan de la Cruz Ignacio Moreno y Maisanove, arcybiskup Valladolid – kardynał prezbiter S. Maria della Pace (tytuł nadany 22 listopada 1869), zm. 28 sierpnia 1884
7. Raffaele Monaco La Valletta, asesor Świętego Oficjum – kardynał prezbiter S. Croce in Gerusalemme (tytuł nadany 16 marca 1868), następnie kardynał biskup Albano (24 marca 1884), kardynał biskup Ostia e Velletri (24 maja 1889), zm. 14 lipca 1896
8. Edoardo Borromeo, prefekt Domu Papieskiego – kardynał diakon Ss. Vito e Modesto (tytuł nadany 16 marca 1868), następnie kardynał prezbiter S. Prassede (28 marca 1878), zm. 30 listopada 1881
9. Annibale Capalti, sekretarz Kongregacji Propaganda Fide – kardynał diakon S. Maria in Aquiro (tytuł nadany 16 marca 1868), zm. 18 października 1877

## Konsystorz z 22 grudnia 1873
1. Inácio do Nascimento Morais Cardoso, patriarcha Lizbony – kardynał prezbiter Ss. Nereo ed Achilleo (tytuł nadany 25 czerwca 1877), zm. 23 lutego 1883
2. René-François Régnier, arcybiskup Cambrai – kardynał prezbiter SS. Trinita al Monte Pincio (tytuł nadany 4 maja 1874), zm. 3 stycznia 1881
3. Maximilian Joseph von Tarnóczy, arcybiskup Salzburga – kardynał prezbiter S. Maria in Aracoeli (tytuł nadany 4 maja 1874), zm. 4 kwietnia 1876
4. Flavio Chigi, tytularny arcybiskup Miry, nuncjusz we Francji – kardynał prezbiter S. Maria del Popolo (tytuł nadany 15 czerwca 1874), zm. 15 lutego 1885
5. Alessandro Franchi, tytularny arcybiskup Tessaloniki, nuncjusz w Hiszpanii – kardynał prezbiter S. Maria in Trastevere (tytuł nadany 16 stycznia 1874), zm. 31 lipca 1878
6. Joseph Hippolyte Guibert OMI, arcybiskup Paryża – kardynał prezbiter S. Giovanni a Porta Latina (tytuł nadany 15 czerwca 1874), zm. 8 lipca 1886
7. Mariano Falcinelli Antoniacci OSBCas, tytularny arcybiskup Aten, nuncjusz w Austro-Węgrzech – kardynał prezbiter S. Marcello (tytuł nadany 4 maja 1874), zm. 29 maja 1874
8. Mariano Benito Barrio Fernández, arcybiskup Walencji – kardynał prezbiter Ss. Giovanni e Paolo (tytuł nadany 16 stycznia 1874), zm. 20 listopada 1876
9. Luigi Oreglia di Santo Stefano, tytularny arcybiskup Damietty, nuncjusz w Portugalii – kardynał prezbiter S. Anastasia (tytuł nadany 16 stycznia 1874), następnie kardynał biskup Palestriny (24 marca 1884), kardynał biskup Porto e S. Rufina (24 maja 1889), kardynał biskup Ostia e Velletri (30 listopada 1896), zm. 7 grudnia 1913 jako ostatni kardynał z nominacji Piusa IX
10. János Simor, arcybiskup Ostrzyhomia – kardynał prezbiter S. Bartolomeo all'Isola (tytuł nadany 15 czerwca 1874), zm. 23 stycznia 1891
11. Camillo Tarquini SJ, konsultor Świętego Oficjum – kardynał diakon S. Nicola in Carcere (tytuł nadany 16 stycznia 1874), zm. 15 lutego 1874
12. Tommaso Martinelli OESA, konsultor Kongregacji Indeksu – kardynał diakon S. Giorgio in Velabro (tytuł nadany 16 stycznia 1874), następnie kardynał prezbiter S. Prisca (17 września 1875), kardynał biskup Sabiny (24 marca 1884), zm. 30 marca 1888

## Konsystorz z 15 marca 1875

### Nominacje jawne
1. Pietro Giannelli, tytularny arcybiskup Sardes, sekretarz Kongregacji Soboru Trydenckiego – kardynał prezbiter S. Agnese fuori le mura (tytuł nadany 31 marca 1875), zm. 5 listopada 1881
2. Mieczysław Ledóchowski, arcybiskup Gniezna i Poznania – kardynał prezbiter S. Maria in Aracoeli (tytuł nadany 7 kwietnia 1876), następnie kardynał prezbiter S. Lorenzo in Lucina (30 listopada 1896), zm. 22 lipca 1902
3. John McCloskey, arcybiskup Nowego Jorku – kardynał prezbiter S. Maria sopra Minerva (tytuł nadany 17 września 1875), zm. 10 października 1885
4. Henry Edward Manning, arcybiskup Westminsteru – kardynał prezbiter Ss. Andrea e Gregorio al Monte Celio (tytuł nadany 31 marca 1875), zm. 14 stycznia 1892
5. Victor-Auguste-Isidore Dechamps CSsR, arcybiskup Mechelen – kardynał prezbiter S. Bernardo alle Terme (tytuł nadany 31 marca 1875), zm. 29 września 1883
6. Domenico Bartolini, protonotariusz apostolski – kardynał diakon S. Nicola in Carcere (tytuł nadany 31 marca 1875), następnie kardynał prezbiter S. Marco (3 kwietnia 1876), zm. 2 października 1887

### Nominacjein pectore, opublikowane 17 września 1875
1. Ruggero Luigi Emidio Antici Mattei, tytularny patriarcha Kontantynopola, audytor generalny Kamery Apostolskiej (in pectore, publikacja 17 września 1875) – kardynał prezbiter S. Lorenzo in Panisperna (tytuł nadany 28 stycznia 1876), zm. 21 kwietnia 1883
2. Salvatore Nobili Vitelleschi, tytularny arcybiskup Seleucji, sekretarz Kongregacji ds. Biskupów i Zakonników (in pectore, publikacja 17 września 1875) – kardynał prezbiter S. Marcello (tytuł nadany 23 września 1875), zm. 17 października 1875
3. Giovanni Simeoni, tytularny arcybiskup Chalcedonu, nuncjusz w Hiszpanii (in pectore, publikacja 17 września 1875) – kardynał prezbiter S. Pietro in Vincoli (tytuł nadany 18 grudnia 1876), zm. 14 stycznia 1892
4. Lorenzo Ilarione Randi, wicekamerling (in pectore, publikacja 17 września 1875) – kardynał diakon S. Maria in Cosmedin (tytuł nadany 23 września 1875), następnie kardynał diakon S. Maria in Via Lata (24 marca 1884), zm. 20 grudnia 1887
5. Bartolomeo Pacca, prefekt Domu Papieskiego (in pectore, publikacja 17 września 1875) – kardynał diakon S. Maria in Portico (tytuł nadany 23 września 1875), zm. 14 października 1880

## Konsystorz z 17 września 1875
1. Godefroy Brossais-Saint-Marc, arcybiskup Rennes – kardynał prezbiter S. Maria della Vittoria (tytuł nadany 3 kwietnia 1876), zm. 26 lutego 1878

## Konsystorz z 3 kwietnia 1876
Kościoły tytularne zostały nadane 7 kwietnia 1876
1. Bartolomeo d’Avanzo, biskup Calvi e Teano – kardynał prezbiter S. Susanna, zm. 20 października 1884
2. Johannes Baptist Franzelin SJ, kwalifikator Świętego Oficjum – kardynał prezbiter Ss. Bonifacio ed Alessio, zm. 11 grudnia 1886

## Konsystorz z 12 marca 1877
1. Francisco de Paula Benavides y Navarrete, patriarcha Indii Zachodnich – kardynał prezbiter S. Tommaso on Parione (tytuł nadany 25 czerwca 1877), następnie kardynał prezbiter S. Pietro in Montorio (28 lutego 1879), zm. 30 marca 1895
2. Francesco Saverio Apuzzo, arcybiskup Kapui – kardynał prezbiter S. Onofrio (tytuł nadany 20 marca 1877), zm. 30 lipca 1880
3. Manuel García Gil OP, arcybiskup Saragossy – kardynał prezbiter S. Stefano al Monte Celio (tytuł nadany 21 września 1877), zm. 28 kwietnia 1881
4. Edward Henry Howard, tytularny arcybiskup Neocezarei – kardynał prezbiter Ss. Giovanni e Paolo (tytuł nadany 20 marca 1877), następnie kardynał biskup Frascati (24 marca 1884), zm. 16 września 1892
5. Miguel Payá y Rico, arcybiskup Santiago de Compostela – kardynał prezbiter Ss. Quirico e Giulitta (tytuł nadany 25 czerwca 1877), zm. 25 grudnia 1891
6. Louis-Marie-Joseph-Eusèbe Caverot, arcybiskup Lyonu – kardynał prezbiter S. Silvestro in Capite (tytuł nadany 25 czerwca 1877), następnie kardynał prezbiter SS. Trinita al Monte Pincio (24 marca 1884), zm. 23 stycznia 1887
7. Luigi di Canossa, biskup Werony – kardynał prezbiter S. Marcello (tytuł nadany 20 marca 1877), zm. 12 marca 1900
8. Luigi Serafini, biskup Viterbo e Toscanella – kardynał prezbiter S. Girolamo degli Schiavoni (tytuł nadany 20 marca 1877), następnie kardynał biskup Sabiny (1 czerwca 1888), zm. 1 lutego 1894
9. Lorenzo Nina, asesor Świętego Oficjum – kardynał diakon S. Angelo in Pescheria (tytuł nadany 20 marca 1877), następnie kardynał prezbiter S. Maria in Trastevere (28 lutego 1879), zm. 25 lipca 1885
10. Enea Sbarretti, sekretarz Kongregacji ds. Biskupów i Zakonników – kardynał diakon S. Maria ad Martyres (tytuł nadany 20 marca 1877), zm. 1 maja 1884
11. Frédéric de Falloux du Coudray, regent Kancelarii Apostolskiej – kardynał diakon S. Agata alla Suburra (tytuł nadany 20 marca 1877),następnie kardynał diakon S. Angelo in Pescheria (12 maja 1879), zm. 22 czerwca 1884

## Konsystorz z 22 czerwca 1877
Kościoły tytularne zostały nadane 25 czerwca 1877
1. Josip Mihalović, arcybiskup Zagrzebia – kardynał prezbiter S. Pancrazio, zm. 19 lutego 1891
2. Johann Rudolf Kutschker, arcybiskup Wiednia – kardynał prezbiter S. Eusebio, zm. 27 stycznia 1881
3. Lucido Maria Parocchi, arcybiskup Bolonii – kardynał prezbiter S. Sisto, następnie kardynał prezbiter S. Croce in Gerusalemme (24 marca 1884), kardynał biskup Albano (24 maja 1889), kardynał biskup Porto e S. Rufina (30 listopada 1896), zm. 15 stycznia 1903

## Konsystorz z 28 grudnia 1877
Kościoły tytularne zostały nadane 31 grudnia 1877:
1. Vincenzo Moretti, arcybiskup Rawenny – kardynał prezbiter S. Sabina, zm. 6 października 1881
2. Antonio Pellegrini, dziekan Kamery Apostolskiej – kardynał diakon S. Maria in Aquiro, zm. 2 listopada 1887